# Romaric
Christian Koffi Ndri, mer känd som Romaric, född 4 juni 1983 i Abidjan, är en ivoriansk före detta fotbollsspelare (mittfältare). Han representerade  Elfenbenskustens landslag. 